# 涔天河镇
涔天河镇是中华人民共和国湖南省永州市江华瑶族自治县下辖的一个镇。位于江华瑶族自治县西北部，2015年11月由原东田镇、务江乡全部行政区域、花江乡部分行政区域合并设立。气候属亚热带季风气候，方言有江华话（西南官话）和炳多优语（瑶语）。

## 行政区划
涔天河镇下辖以下村级行政区划单位：
涔天河社区、东田社区、崩塘村、鹧鸪坝村、水东村、排楼村、茶园村、聂家寨村、阳华庙村、双石桥村、牛山村、泥井村、下茶园村、会合村、漕滩小朋村、务江冲村、务江村、龙虎村、涔天河村、新庆村、花江村、牛秀村、石丰村、水口寨村。